# 大犬座HH
大犬座HH，又名BD-22 1616，HD 51630、SAO 172631、HR 2603，是大犬座的一颗恒星，视星等为6.61，位于銀經233.48，銀緯-8.71，其B1900.0坐标为赤經6h 53m 0.2s，赤緯-22° -8.71′ 13″。